# Ейдън Гилън
Ейдън Гилън (на английски: Aidan Gillen) е ирландски актьор, известен най-вече с ролите си в телевизионни сериали, превъплъщавайки се в Питър Белиш (Литълфингър) в Игра на тронове, Томи Каркети в Наркомрежа и Стюарт Алън Джоунс в Queer as Folk.
Започва кариерата си на актьор на 16-годишна възраст като играе в представление на Сън в лятна нощ. През 1985 г. получава първата си роля в киното, като участва в късометражния филм The Drip, използвайки все още рожденото си име – Ейдън Мърфи. Впоследствие променя фамилията си, за да не бъде бъркан с известния британски актьор със същото име, участвал в сериала Доктор Кой през 70-те и 80-те години на 20 век. Освен с телевизионните си роли, Гилън е известен и с участието си в множество театрални постановки на Бродуей.

## Избрана филмография
- „Наркомрежа“ („ The Wire“, 2002 – 2008)
- „Игра на тронове“ („Game of Thrones“, 2011 – )
- „Черният рицар: Възраждане“ („The Dark Knight Rises“, 2012)
- „Разпятие“ („Calvary“, 2014)
- „Лабиринтът: В обгорените земи“ („Maze Runner: The Scorch Trials“, 2015)
- „Крал Артур: Легенда за меча“ („King Arthur: Legend of the Sword“, 2017)